# Šalgovce
Šalgovce (in ungherese Tótsók) è un comune della Slovacchia facente parte del distretto di Topoľčany, nella regione di Nitra.